# 諾域治城足球會歷史
諾域治城足球會的歷史可追朔到1902年。球隊短暫參與了業餘足球比賽後，便轉型為半職業球隊，參加英格蘭足球南部聯賽，並在1920年加入了英格蘭足球聯賽。在往後的五十年，諾域治城足球會大都在最低級別的英格蘭丙組足球南部聯賽作賽，期間多次成為「巨人殺手」，包括在1959年打入英格蘭足總盃四強。不久之後，諾域治城足球會奪得1962年英格蘭聯賽盃，並在1972年首度晉身英格蘭的最高組別聯賽。
此後，諾域治城足球會一直被視作「聯賽升降機」，時常升班和降級。截至2016-17年球季，諾域治城足球會在最高級別聯賽一共參賽了25個球季，也在第二組別聯賽度過了18個球季。期間，球隊贏得該隊目前所得的大部分錦標，包括在1985年第二度奪得聯賽盃，兩度打入英格蘭足總盃四強，先後在最高級別聯賽以第五、第四和第三名完成球季，以及在歐洲足協盃比賽擊敗拜仁慕尼黑。
諾域治城足球會在過去經歷了不少事件，幾近威脅球會的生存，包括曾遭业余足球排擠、需要再次当选加入足球联赛以及財政危机。杰弗里·沃曾擔任球會主席；1950年代和1990年代，球會曾兩度面臨破產，杰弗里·沃均在拯救球會的工作上擔當重要角色，球會的主場卡諾路球場也有一面看台以他命名。他的父親也曾在1919年擔當類似角色。